# 邵嵐
邵嵐（英語：Joey Siu，1999年4月16日—），美籍香港社運人士，前香港大專學界國際事務代表團發言人，反送中運動期間就人權問題立法進行國際遊說。

## 早年
邵嵐於1999年在美國北卡羅來納州出生，在香港長大，中學就讀於聖馬可中學，後入讀香港城市大學公共政策與政治學系。大學時期曾擔任第34屆公共行政學科聯會幹事，亦在2019年6月3日起成為香港城市大學學生會臨時委員會外務副會長。

## 政治參與

### 反送中運動
邵嵐於2019年反對逃犯條例修訂草案運動期間，以香港大專學界國際事務代表團的身份到英國、德國、瑞士和美國進行演講和游說工作，
2019年11月6日，邵嵐接受德國之聲專訪《Hong Kong: Will violence kill the pro-democracy movement?》（香港：暴力會否扼殺民主運動？）。邵嵐在訪問中說，同意示威者應嘗試使用和平手法表達訴求，相信暴力並非迫使政府回應訴求的解決方法，但不認為示威者的行為已失控。對於主持人提姆·塞巴斯蒂安問及親中人士周曉東遇襲事件，邵嵐表示該等行為不是理想的方式，但她理解為何有人訴諸暴力。
同年10月，邵嵐與香港大專學界國際事務代表團成員左仲達一同出訪到德國法蘭克福會面歐洲議會議員，討論香港人權問題的跟進措施。2020年6月初，邵嵐成為對華政策跨國議會聯盟的唯一一位香港代表。同年6月30日，邵嵐於香港國安法生效前夕宣布退出代表團，避免因政治立場連累親友，但稱仍會積極於國際層面為香港抗爭。

### 雅典示威
2021年10月17日，北京冬奧聖火採集當天，邵嵐和一名18歲藏族女學生在雅典衛城的鐵棚架上，分別高掛「光復香港　時代革命」旗及雪山獅子旗，並高呼「Boycott Beijing 2022」（杯葛2022年北京冬季奧運會）、「No freedom, no Games」（沒有自由，沒有奧運）等口號。之後兩人被當地警員帶走。

### 通緝
邵嵐移居美國華盛頓特區後仍積極參與社運並呼籲關注香港議題，例如12港人案和香港民主派初選大搜捕等。2023年12月14日，邵嵐與許穎婷、鄭文傑、霍嘉誌及蔡明達因同涉嫌違反《香港國安法》被香港警務處國家安全處各懸紅100萬港元通緝，成為首名非香港出生及繼朱牧民，袁弓夷後正式宣告以違反香港國安法名義被通緝的非中國籍香港永久性居民。

## 軼事
2019年，邵嵐曾被親中報章《大公報》指她與梁天琦一樣於中國大陸出生，並非於香港土生土長。但邵嵐後來在其Twitter和《香港監察》的訪問中表示自己出生地是美國北卡羅來納州，且於幼時便舉家移民回港，中學和大學都在香港就讀，因此她認為香港確實是她的家。雖然邵嵐已作澄清，但往後仍然有網媒繼續引用《大公報》並誤報邵的出生地。
2025年，「香港倡議者」邵嵐向亞洲自由電台表示，以她所知，相信美國總統特朗普（Donald Trump）大舉削減美國國際開發署（USAID）開支，資金鏈被斷後，不少人權組織，包括「自由之家」（Freedom House）、「中國勞工觀察組織」（China Labor Watch）、 「世界維吾爾代表大會」短期內難以尋找足夠的新資金，對其運作打擊相當大。

## 外部連結
- 邵嵐Twitter帳號